# اورا، گونما
اورا، گونما (به لاتین: Ōra, Gunma) یک منطقهٔ مسکونی در ژاپن است که در استان گونما واقع شده‌است. او را ۳۱٫۱۱ کیلومترمربع مساحت و ۲۶٬۳۸۰ نفر جمعیت دارد.